# Ацели
Ацелите (Acoela) са клас животни, първоначално са причислявани като група към плоските червеи, като един от двата класа на тип Acoelomorpha, съдържащ по-голямата част на видове, в типа. Последните (2011) резултати показват, че те (заедно с Xenoturbella), може би се намира близо до основата на deuterostomia. Класът съдържа около 20 семейства.
Най-добре проученото животно в тази група е на европейския вид Symsagittifera roscoffensis.

## Семейства
- Actinoposthiidae
- Anaperidae
- Antigonariidae
- Antroposthiidae
- Childiidae
- Convolutidae
- Dakuidae
- Diopisthoporidae
- Hallangiidae
- Haploposthiidae
- Hofsteniidae
- Isodiametridae
- Mecynostomidae
- Nadinidae
- Otocelididae
- Paratomellidae
- Polycanthiidae
- Proporidae
- Sagittiferidae
- Solenofilomorphidae
- Taurididae